# ژیلبر دو موتیه دو لافایت
ماری پاول ژوزف یو روش ژیلبر دو موتیه دو لافایت (به فرانسوی: Gilbert du Motier de La Fayette)‏ یا مارکی دو لافایت (Marquis de La Fayette)‏ (۶ سپتامبر ۱۷۵۷–۲۰ مه ۱۸۳۴)، نجیب‌زاده، فراماسون و فرمانده نظامی فرانسوی بود که در جنگ انقلاب آمریکا فرماندهی نیروهای آمریکایی را در نبردهای مختلفی مانند محاصره یورک‌تاون (۱۷۸۱) به عهده داشت. او پس از بازگشت به فرانسه نقش کلیدی را در انقلاب فرانسه در سال ۱۷۸۹ میلادی و انقلاب ۱۸۳۰ فرانسه ایفا کرد. 
لافایت در خانواده‌ای متمول و زمین‌دار در شاونیاک لافیه واقع در اوورنی در جنوب مرکزی فرانسه تولد یافت. او سنت نظامی‌گری خانواده را ادامه داد و در ۱۳ سالگی به مقام افسری رسید. لافایت که اعتقاد داشت انقلاب آمریکا آرمانی اصیل دارد در جستجوی شکوه به سرزمین‌های نو سفر کرد. او در ۱۹ سالگی به عنوان ژنرال انتخاب شد اما در ابتدا فرماندهی واحدی از نیروهای آمریکایی به او داده نشد. علی‌رغم مجروحیت در نبرد براندی‌وین لافایت توانست عقب‌نشینی سازمان‌دهی شده‌ای را ترتیب دهد و در نبرد رودآیلند به خوبی بدرخشد. در میانه جنگ او به فرانسه بازگشت تا برای جلب کمک‌های بیشتر برای انقلاب آمریکا رایزنی نماید. در سال ۱۷۸۰ او به آمریکا بازگشت و این بار درجه بالایی را در ارتش قاره‌ای کسب کرد. نیروهای تحت امر او در ویرجینیا در سال ۱۷۸۱ جلوی پیشروی نیروهای انگلیسی تحت فرمان چارلز کورن‌والیس را گرفتند تا دیگر نیروهای آمریکایی و فرانسوی بتوانند خود را برای نبرد سرنوشت‌ساز محاصره یورک‌تاون (۱۷۸۱) آماده کنند.
پس از پایان جنگ استقلال آمریکا لافایت به فرانسه بازگشت و در سال ۱۷۸۷ به عضویت مجمع بزرگان درآمد که در واکنش با بحران مالی تاسیس شده بود. او سپس به عضویت مجلس طبقات ۱۷۸۹ درآمد که نمایندگان سه طبقه سنتی جامعه فرانسه در آن گرد آمدند: روحانیت، نجبا و عوام‌الناس. پس از تشکیل مجلس موسسان ملی فرانسه لافایت با یاری توماس جفرسون در نگارش اعلامیه حقوق بشر و شهروند نقش داشت. این متن متاثر از اعلامیه استقلال ایالات متحده آمریکا بود و برای ایجاد اصول اساسی دولت-ملت دموکراتیک به قانون طبیعی استناد می‌کرد. او همچنین مطابق فلسفه حقوق طبیعی و قانونی خواستار پایان برده‌داری بود. پس از فتح باستیل لافایت به عنوان فرمانده گارد ملی فرانسه انتخاب شد و در سال‌های انقلاب مسیر میانه و معتدل را پیش گرفت. در اوت ۱۷۹۲ میلادی جناح رادیکال انقلاب دستور دستگیری او را صادر کرد و لافایت به هلند تحت سلطه اتریش گریخت که در آنجا توسط قوای اتریشی دستگیر شد و ۵ سال را در زندان گذراند. 
لافایت پس از آنکه ناپلئون بناپارت توانست او را آزاد کند در سال ۱۷۹۷ به فرانسه بازگشت اما از شرکت در دولت ناپلئون امتناع نمود. پس از بازگشت بوربون‌ها به سلطنت فرانسه در سال ۱۸۱۴ لافایت جزو نیروهای لیبرال مجلس شد و باقی عمر در این سمت باقی ماند. در سال ۱۸۲۴ او به دعوت جیمز مونرو به آمریکا رفت و از هر ۲۴ ایالت دیدار کرد که با استقبال پرشور مردم همراه بود. در انقلاب ۱۸۳۰ فرانسه او پیشنهاد انتخاب به عنوان دیکتاتور فرانسه را رد کرد و از لوئی فیلیپ حمایت نمود اما هنگامی که متوجه شد شاه به سمت خودکامگی حرکت می‌کند به مخالفت برخاست. لافایت در ۲۰ مه ۱۸۳۴ فوت کرد و او را گورستان پیکپوس در پاریس با خاکی که از نبرد بانکرهیل آورده بودند دفن نمودند. او به واسطه نقش فعالانه‌ای که در هر دو انقلاب فرانسه و آمریکا داشت در هر دو کشور به عنوان قهرمان ملی شناخته می‌شود.

## نگارخانه

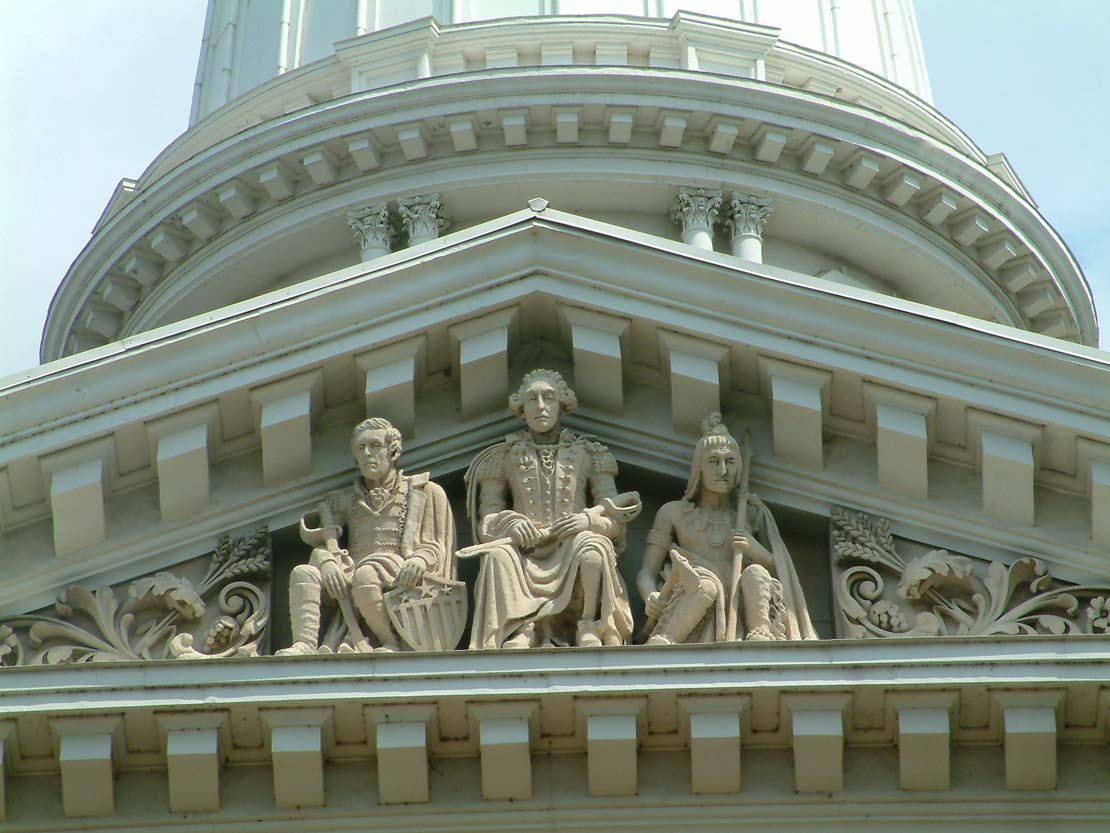
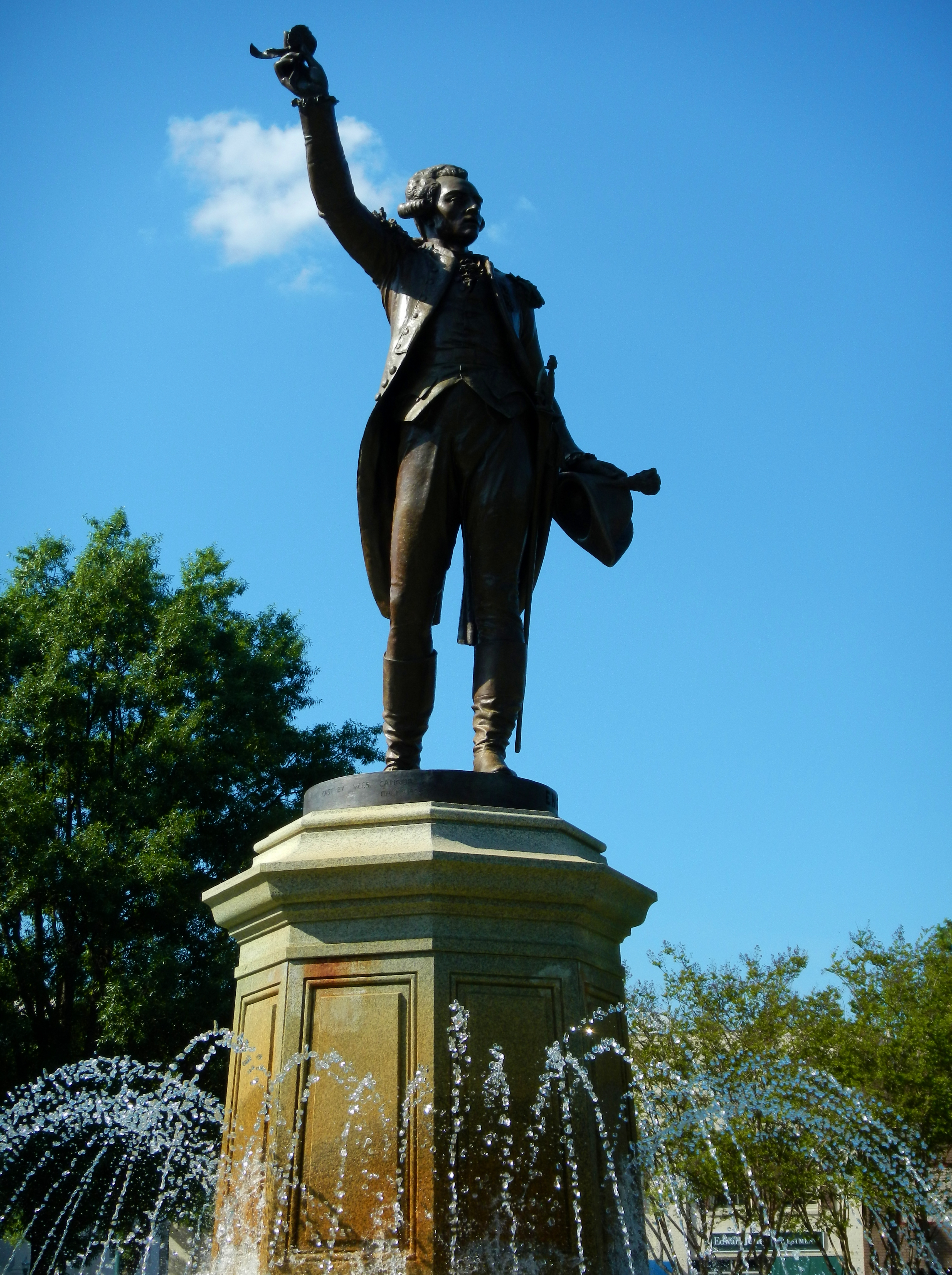
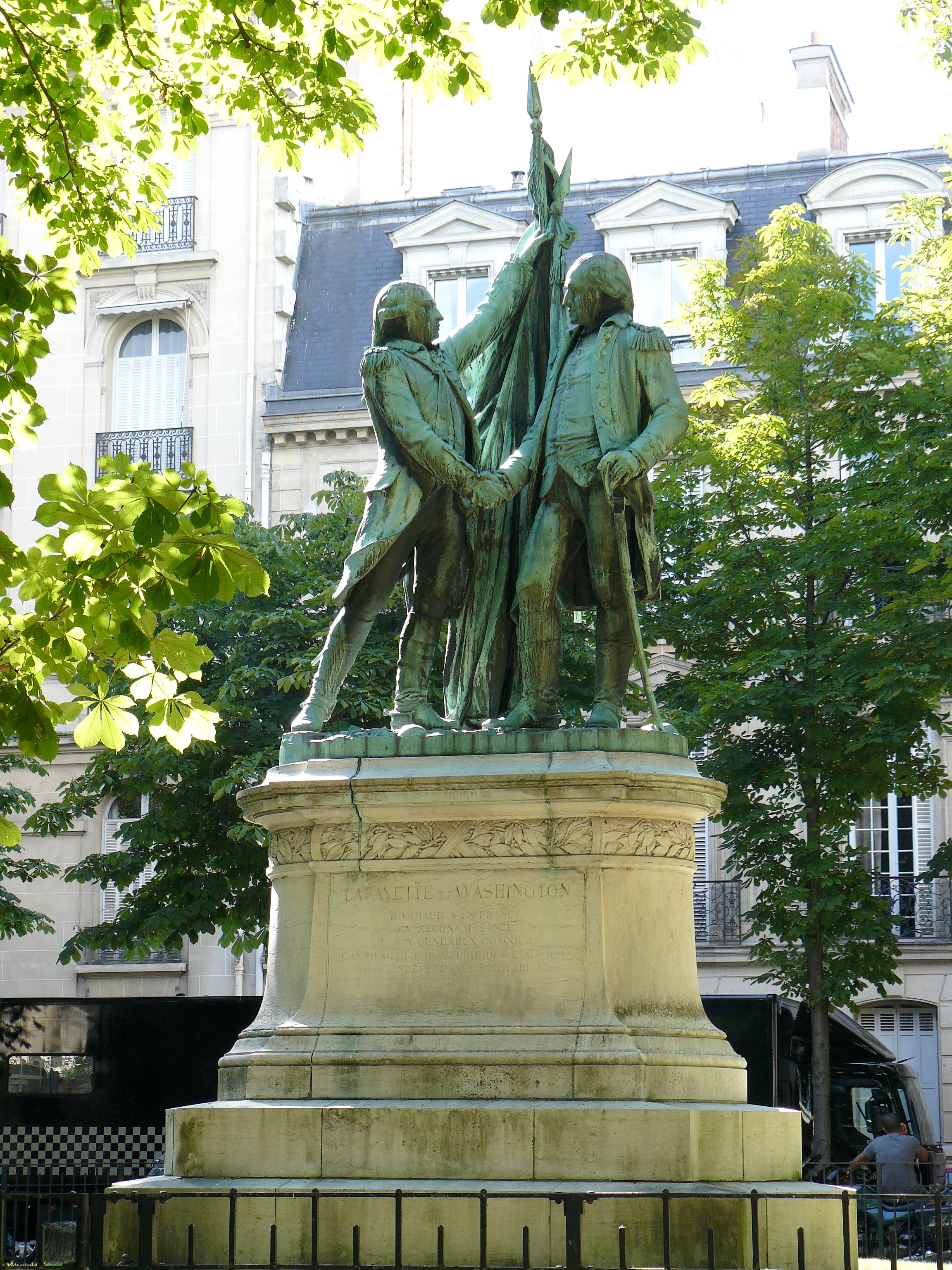
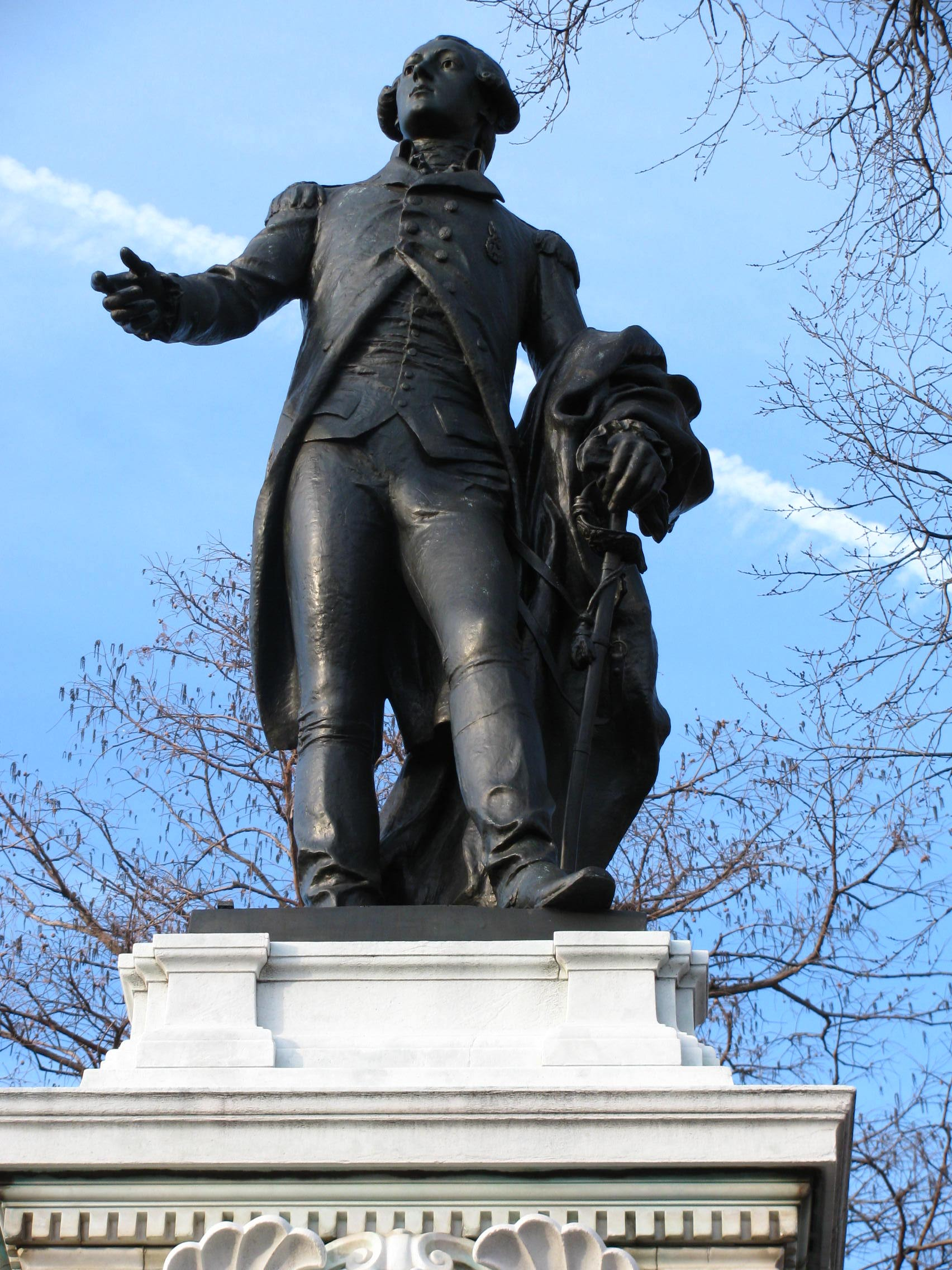